# ... ein gewisses Lächeln
... ein gewisses Lächeln. (Originaltitel:  Un certain sourire) ist ein Roman von Françoise Sagan. Er erschien erstmals 1955. Die deutschsprachige Übersetzung von Helga Treichl erschien 1956.

## Inhalt
Dominique studiert an der Pariser Sorbonne und pflegt Beziehungen zu Bertrand, Luc und ihrer Freundin Françoise. Mit den beiden jungen Männern erlebt sie in Paris das Nachtleben und es kommt auch zu einem gemeinsamen Besuch bei Bertrands Mutter, welche Dominique als Existenzialistin bezeichnet.
Da sie sich zwischen den beiden Männern entscheiden muss und Bertrand auf Luc eifersüchtig ist, verbringt sie mit Luc einen Urlaub in Südfrankreich. Dort gesteht sie Luc, dass sie nicht in ihn verliebt ist, sondern mit ihm nur auf einer Wellenlänge ist. Außerdem sagt sie ihm, dass sie sich von ihrem Leben nichts erhoffe.
Als sie nach Paris zurückkehrt, stellt Bertrand sie vor die Entscheidung und bietet ihr für den Fall, dass sie sich für Luc entscheidet, an, dass sie gute Freunde blieben.
Dominique merkt aber, dass sie sich in Luc verliebt hat, und wartet nach einem Auslandsaufenthalt Lucs in den USA auf seine Ankunft in Paris. Sie wartet allerdings vergebens, da Luc keinen Kontakt mehr mit ihr aufrechterhält.

## Verfilmung
... ein gewisses Lächeln wurde 1957 unter demselben Titel von Jean Negulesco verfilmt.

## Kritik
„Ein schöner, junger, zeitloser Liebeskummerroman mit der sinnlichen Melancholie des französischen Existentialismus.“

## Ausgaben
- Françoise Sagan: ... ein gewisses Lächeln. Klaus Wagenbach, Berlin 2017, ISBN 978-3-8031-2775-4 (EA Wien 1956, übersetzt von Helga Treichl)